# Polidamant de Farsàlia
Polidamant (grec antic: Πολυδάμας, Polydámas) fou tirà de Farsàlia elegit pels seus conciutadans cap a l'any 375 aC.
Polidamant va forçar una aliança amb Esparta, amb la qual la seva família tenia connexions d'hospitalitat (proxènia) de feia molt de temps, però finalment va signar un tractat amb Jàson de Feres que dominava tota Tessàlia excepte Farsàlia. Jàson tenia el suport d'Àlcetes I de l'Epir i de la Lliga Beòcia, especialment de Tebes i volia ser tagos de Tessàlia, càrrec que disposava d'un exèrcit mercenari de sis mil homes i altres sis mil cavallers i deu mil infants amb armadura lleugera. Les tribus veïnes li aportaven més soldats; entre les ambicions de Jàson hi havia la d'exercir una espècie d'hegemonia sobre Grècia. A més a més, la retirada dels deu mil i després la campanya d'Agesilau II a l'Àsia Menor li van obrir nous camps. Però per qualsevol iniciativa calia dominar Farsàlia i això ho volia aconseguir per la negociació i va organitzar una conferència cara a cara amb Polidamant al que va prometre la màxima posició a l'estat excepte la seva pròpia si es posava al seu costat. Polidamant va dir que ho volia consultar amb Esparta, la seva aliada, però Jàson el va amenaçar que si ho feia llençaria tota la seva força contra Farsàlia i Esparta no el podria defensar i finalment Polidamant va accedir. Uns mesos després, el 374 aC, Jàson va ser elegit tagos de Tessàlia i va assolir el comandament de totes les forces que aportaven les ciutats i tribus, i el tribut pagat pels pobles dominats.
Després de l'assassinat de Jàson l'any 370 aC van pujar al tron els seus germans Polifró i Polidor de Feres. El primer que va fer Polifró va ser matar Polidamant i altres vuit destacats ciutadans de Farsàlia, segons que explica Xenofont.